# 弘曧
奉恩輔國公弘曧（1737年—1806年），清朝宗室，母側福晉張氏，張存仁之女，庄亲王允祿第八子，永蕃之父。
乾隆二年（1737年）丁巳七月初九日辰时生，乾隆二十一年（1756年）获封二等鎮國將軍，1767年，接替承襲庄亲王爵的侄子永瑺成为輔國公。曾担任宗人府右宗人、正藍旗蒙古都統等职务，嘉庆十一年（1806年）丙寅十月十三日卯時卒，年七十歲。

## 家庭

### 妻妾
- 嫡妻章佳氏，大學士、誠謀英勇公阿桂之女。
- 王氏，二等侍卫奇臣的女兒。
- 王氏，三等侍衛懷保的女兒。
- 孫氏，護軍校孫相的女兒。

### 子
生子五人。
- 長子：輔國將軍永蕃（嫡出）。
- 次子：奉國將軍永萼（嫡出）。
- 三子：三等侍衛永蓕。
- 四子：奉國將軍永芚。
- 五子：三等侍衛永蕙。